# Eulipoa
Eulipoa is een geslacht van vogels uit de familie grootpoothoenders (Megapodiidae).

## Soorten
Het geslacht kent de volgende soort:
- Eulipoa wallacei – Moluks boshoen